# Mohaisen Al-Jam'an
Mohaisen Al-Jam'an (en árabe: محيسن الجمعان‎; Riad, Arabia Saudita; 6 de abril de 1966) es un exfutbolista de Arabia Saudita que jugaba en la posición de delantero.

## Carrera

### Club
Jugó toda su carrera con el Al-Nassr de 1984 a 2000 con el que anotó 120 goles en 406 partidos y ganó 10 títulos, además de aparecer en la primera edición de la Copa Mundial de Clubes de la FIFA en el 2000.

### Selección nacional
Jugó para Arabia Saudita de 1984 a 1997 con la que anotó 23 goles en 106 partidos, fue campeón en dos ocasiones de la Copa Asiática y participó en los Juegos Olímpicos de Los Ángeles 1984, los Juegos Asiáticos de 1986 y en la Copa FIFA Confederaciones 1997.

## Logros

### Club
- Liga Profesional Saudí (3): 1988-89, 1993-94, 1994-95.
- Copa de Arabia Saudita (3): 1985-86, 1986-87, 1989-90.
- Recopa de la AFC (1): 1997-98.
- Supercopa de la AFC (1): 1998.
- Copa de Campeones del Golfo (2): 1996, 1997.

### Selección nacional
- Copa Asiática (2): 1984, 1988